# Vânt sudic, cer senin
Vânt sudic, Cer senin (japoneză 凱風快晴 Gaifū kaisei), cunoscută și sub numele de  Fuji Roșu, este o xilogravură creată de artistul japonez Hokusai (1760-1849), parte din seria Treizeci și șase de imagini ale Muntelui Fuji, datând din c. 1830-1832. Lucrarea a fost descrisă ca „una dintre cele mai simple și în același timp una dintre cele mai remarcabile dintre toate stampele japoneze”.

## Descriere
La începutul toamnei, atunci când, așa cum se specifică în titlu, vântul bate dinspre sud și cerul este senin, soarele care răsare poate colora Muntele Fuji în roșu. Hokusai surprinde acest moment cu o compoziție abstractă, dar cu acuratețe meteorologică, mai ales în comparație cu restul seriei. Cele trei nuanțe de albastru din ce în ce mai închis ale cerului oglindesc cele trei nuanțe ale muntelui. Rămășițe de zăpadă pe vârful muntelui și umbre întunecate în pădurea de la baza sa plasează momentul foarte precis în timp. Silueta Muntelui Fuji din jumătatea dreaptă a imaginii este balansată de norii delicați în stânga.

## Stampe

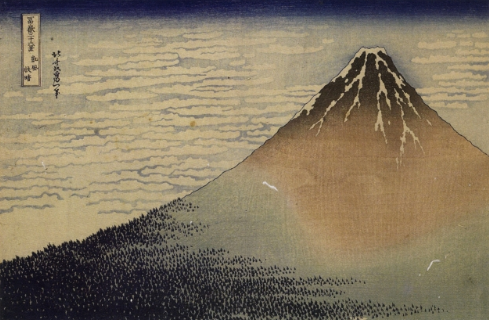
Stampă timpurie

Primele stampe par șterse în comparație cu versiunile uzuale, dar sunt mai aproape cum a conceput-o Hokusai. Stampele originale au în mod deliberat un cer albastru neuniform, care  îicrește luminozitatea și oferă dinamică norilor. Vârful este adus în primplan cu un halou colorat cu albastru de Prusia. Stampele ulterioare folosesc o nuanță puternică de albastru și un bloc nou a fost adăugat în proces, care colorează norii albi de la orizont cu albastru deschis. Mai târziu, stampele folosesc și un pigment benigara puternic (roșu Bengal), care a dat imaginii numele de Fuji Roșu. Blocul de culoare verde a fost refăcut, coborând punctul de întâlnire dintre pădure și versant.

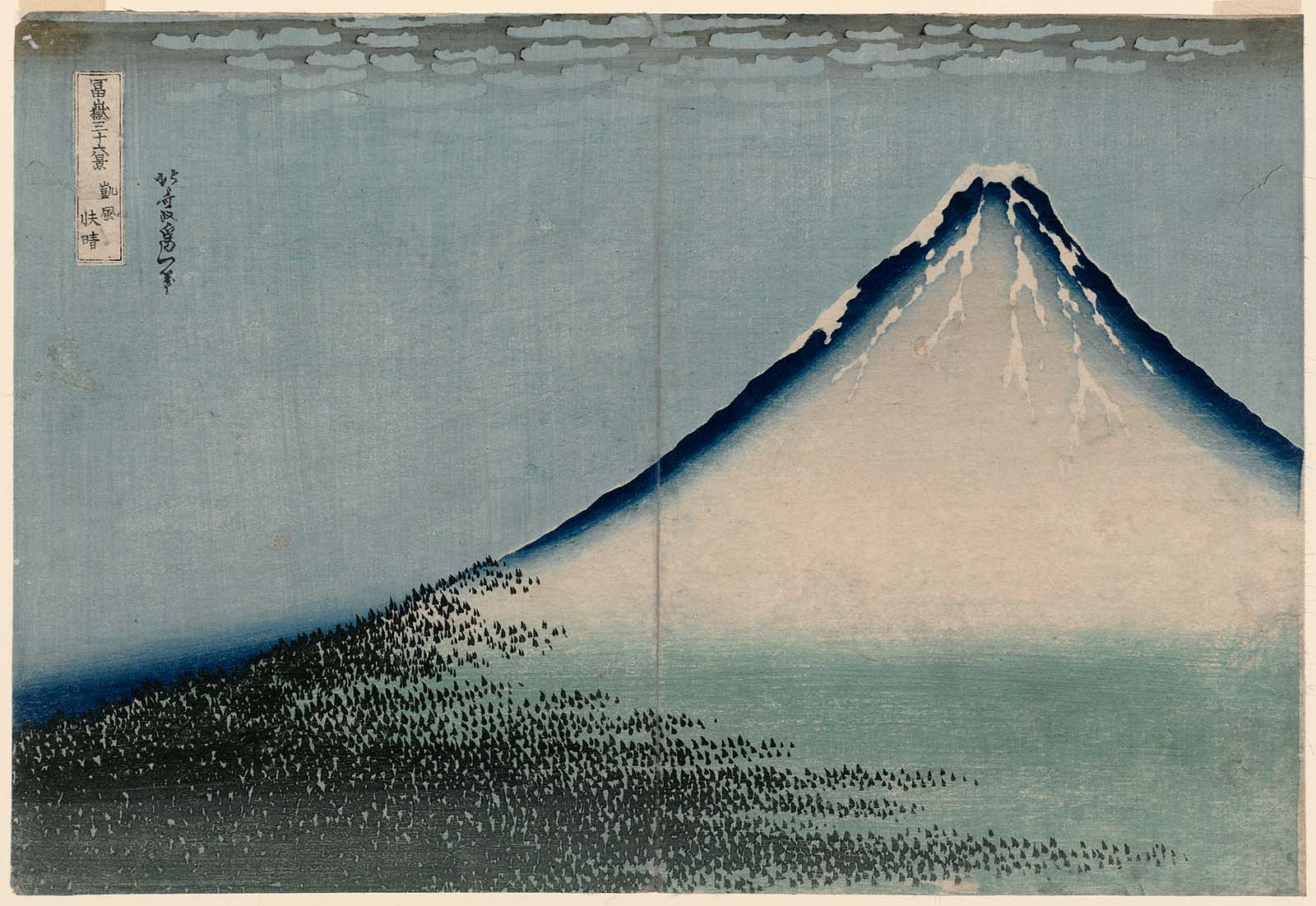
Varianta impresie

O stampă alternativă a fost făcută cu un set de culori complet diferit. În această versiune, norii sunt abia vizibili în partea superioară. Cerul este în mare parte de un albastru pal și șters, cu o bandă subțire de gri în partea de sus, și cu o bandă degrade de albastru de Prusia albastru de-a lungul orizontului, care se extinde pe panta muntelui.

## Informații istorice
Această gravură și cealaltă capodoperă din seria Treizeci și șase de Vederi ale Muntelui Fuji, Marele Val de la Kanagawa, sunt, probabil, cele mai recunoscute de piese de artă japoneză în lume. Ambele sunt exemple superbe artei japoneze Ukiyo-e, „imagini ale lumii plutitoare”. Deși Ukiyo-e poate descrie orice, de la viața de oraș contemporană la literatura clasică, iar caietele lui Hokusai arată că a fost interesat de o gamă largă, astfel de peisaje au fost cele care i-au adus faima. Culorile puternice și formele stilizate din astfel de stampe au inspirat mișcări impresioniste și post-impresioniste decenii mai târziu.
Stampe pot fi văzute în muzee din întreaga lume, printre care British Museum, Muzeul Metropolitan de Artă și Muzeul de Artă Indianapolis.